# Syktyvkar
A cidade de Syktyvkar (em russo:  Сыктывка́р) é a capital da República de Komi, na Federação Russa. A população era de 230.011 pessoas no Censo russo de 2002.
Syktyvkar está localizada às margens do rio Sysola, o qual é a origem de seu nome anterior Ust-Sysolsk. O atual nome da cidade vem de Syktyv, o nome do mesmo rio, mas em língua komi, acrescido de kar, que significa "cidade". Syktivkar está bem próxima do ponto onde o rio Sysola chega ao rio Vychegda, sendo este um tributário do rio Duína do Norte.

## História
Acredita-se que havia uma povoação no atual local da cidade de Syktyvkar desde o século XVI. O status de cidade lhe foi concedido por Catarina, a Grande em 1780, e logo tornou-se capital do Oblast Autônomo de Komi. Tem se mantido como capital de Komi desde então, embora um grande fluxo de migrantes russos no século XX tenha deixado o povo komi como minoria em sua própria terra e, especialmente, em sua capital.
A maioria da população era de mercadores e camponeses. A principal ocupação dos moradores era a agricultura, a pecuária, a caça, a pesca e o comércio.
No começo do século XX, a população havia aumentado para cerca de 6.000 habitantes. O governo czarista transformou a região de Komi em um desterro para exilados políticos.
Em 1921 Ust-Sysolsk recebeu o status de centro administrativo da recém-criada República Socialista Soviética Autônoma de Komi, e na mesma época foi rebatizada como Syktyvkar. Em 1936, Syktyvkar tornou-se capital da República.

Brasão de Syktyvkar

## Economia
Os rios Sysola, Vychegda e Duína do Norte são navegáveis e são a principal rota de transporte dos produtos da floresta exportados por Syktyvkar. A maior indústria da cidade é a madeireira, com a produção de artefatos ou madeira bruta e serrada.
A cidade é servida pelo Aeroporto de Syktyvkar e pelo Aeródromo Syktyvkar Sudoeste.

## Cultura e educação
Syktyvkar é o centro da vida cultural da República. O mais antigo museu da República de Komi, o Museu Nacional, foi fundado em 1911. Atualmente, o Museu Nacional é o Memorial da Literatura de Ivan Kuratov e o Museu de Victor Savin.
A Pinacoteca Nacional ou National Gallery foi fundada em Syktyvkar em 1943. Recepciona exibições de diferentes museus do país.
Em 1930 Victor Savin, um poeta, dramaturgo e ator, fundou o Teatro Dramático da República de Komi, e o teatro leva seu nome até hoje. Peças de Nicolai Diakonov, Vasili Lecanov, Alexandre Larev e outros são familiares para todos que conhecem a história da cultura komi. Em 1966 o Teatro Dramático recebeu o status de teatro acadêmico.
O Teatro da Ópera e Ballet iniciou sua história em 1958.
A Biblioteca Nacional soma 2,5 milhões de volumes, incluindo livros nas línguas komi, russa e outras extrangeiras.
A Universidade Estatal Syktyvkar foi fundada em 1972 e tem mais de 3.500 estudantes em tempo integral e 250 docentes.

## Esportes

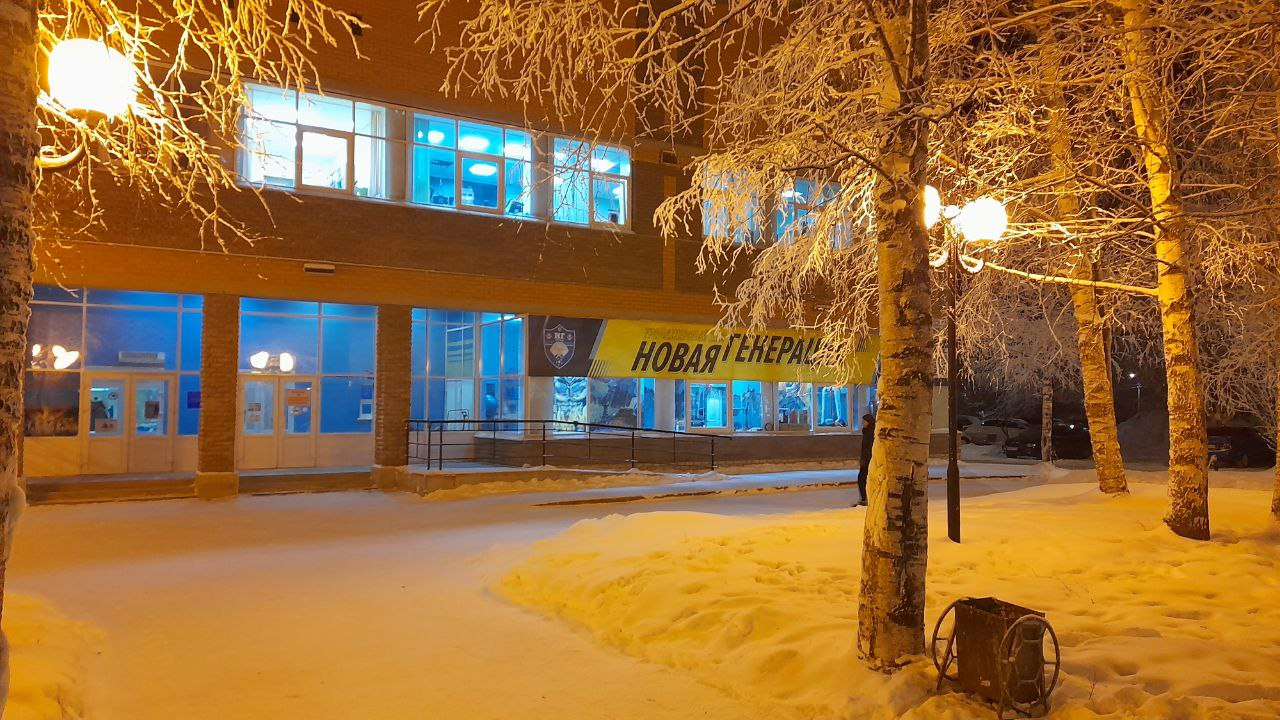
Ginásio Orbita, arena do clube Nova Geração

Têm várias equipes profissionais esportivas em Syktyvkar:
- Nova Geração (futsal);
- Nika-Luzales (basquete feminino);
- Stroitel-Syktyvkar (bandy).

## Geminações
- Taiyuan, Shanxi, República Popular da China
- Cullera, Comunidade Valenciana, Espanha
- Debrecen, Hajdú-Bihar, Hungria
- Los Altos, Califórnia, EUA
- Lovech, Lovech, Bulgária [2]